# Giuseppe Casa
Giuseppe Casa (Licata, 1963) è un romanziere italiano.

## Carriera
Il suo libro La notte è cambiata nel 2002 è stato vincitore del Premio Stresa Giovani Autori. Ha collaborato con riviste e giornali quali la Repubblica e l'Unità. 

## Opere
- Veronica dal vivo, Transeuropa Edizioni, 1998, ISBN 88-8490-504-4
- In questo cuore buio, Transeuropa Edizioni, 1999. ISBN 88-7828-185-9
- La notte è cambiata, Rizzoli, 2002. ISBN 88-17-86740-3
- Superfish a Manhatthan, Edizioni Interculturali, 2003. ISBN 88-6031-007-5
- Diario di Orvieto, Tondelliana, Transeuropa Edizioni, 2004. ISBN 88-7580-000-6
- Men on men. Antologia di racconti gay. Vol. 3, Arnoldo Mondadori Editore 2004. ISBN 88-04-52904-0
- Pit Bull. Cani che combattono, Stampa Alternativa, 2008. ISBN 978-88-6222-016-3
- La Donna Del Lago, Lite Editions, 2012. ISBN 978-88-6665-231-1
- Blues, Koi Press, 2012. ISBN 978-88-907574-6-4
- Metamorph, Foschi, 2013. ISBN 978-88-6601-037-1
- Io non sono mai stato qui, Clown Bianco, 2017. ISBN 978-88-94-18548-5